# Tarnowska Nagroda Filmowa
Tarnowska Nagroda Filmowa – polski festiwal filmowy odbywający się corocznie od 1987 roku w Tarnowie, będący wydarzeniem popularyzującym dorobek polskiej kinematografii. Po Lubuskim Lecie Filmowym i Festiwalu Polskich Filmów Fabularnych w Gdyni jest trzecim najstarszym festiwalem związanym z polskim filmem. Określany przez organizatorów jako „festiwal wybranych polskich filmów fabularnych”.
Program festiwalu obejmuje wydarzenia filmowe, jak i te z pogranicza kinematografii m.in.:
- projekcje filmowe, odbywające się w tarnowskim kinie „Marzenie” oraz w plenerze
- spotkania z filmowcami i aktorami
- imprezy towarzyszące, koncerty (w 2009 roku odbyły się m.in. pokazy kaskaderskie[2]).

## Historia

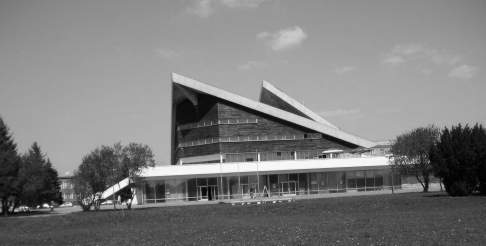
Pierwsza siedziba festiwalu (obecnie Centrum Sztuki Mościce)

Tarnowska Nagroda Filmowa została stworzona przez członków Dyskusyjnego Klubu Filmowego „Oscar” działającego przy ówczesnym Domu Kultury Zakładów Azotowych w Tarnowie-Mościcach (obecnie to Centrum Sztuki Mościce). Pierwsza edycja festiwalu odbyła się w dniach 13-15 marca 1987 roku. Dom Kultury Zakładów Azotowych był gospodarzem Tarnowskiej Nagrody Filmowej do jej 4. edycji. W 1991 zakończono działalność DKF „Oscar”, a organizację festiwalu przejął Tarnowski Ośrodek Kultury, przemianowany rok później na Tarnowskie Centrum Kultury, które odtąd pełni funkcję głównego organizatora.

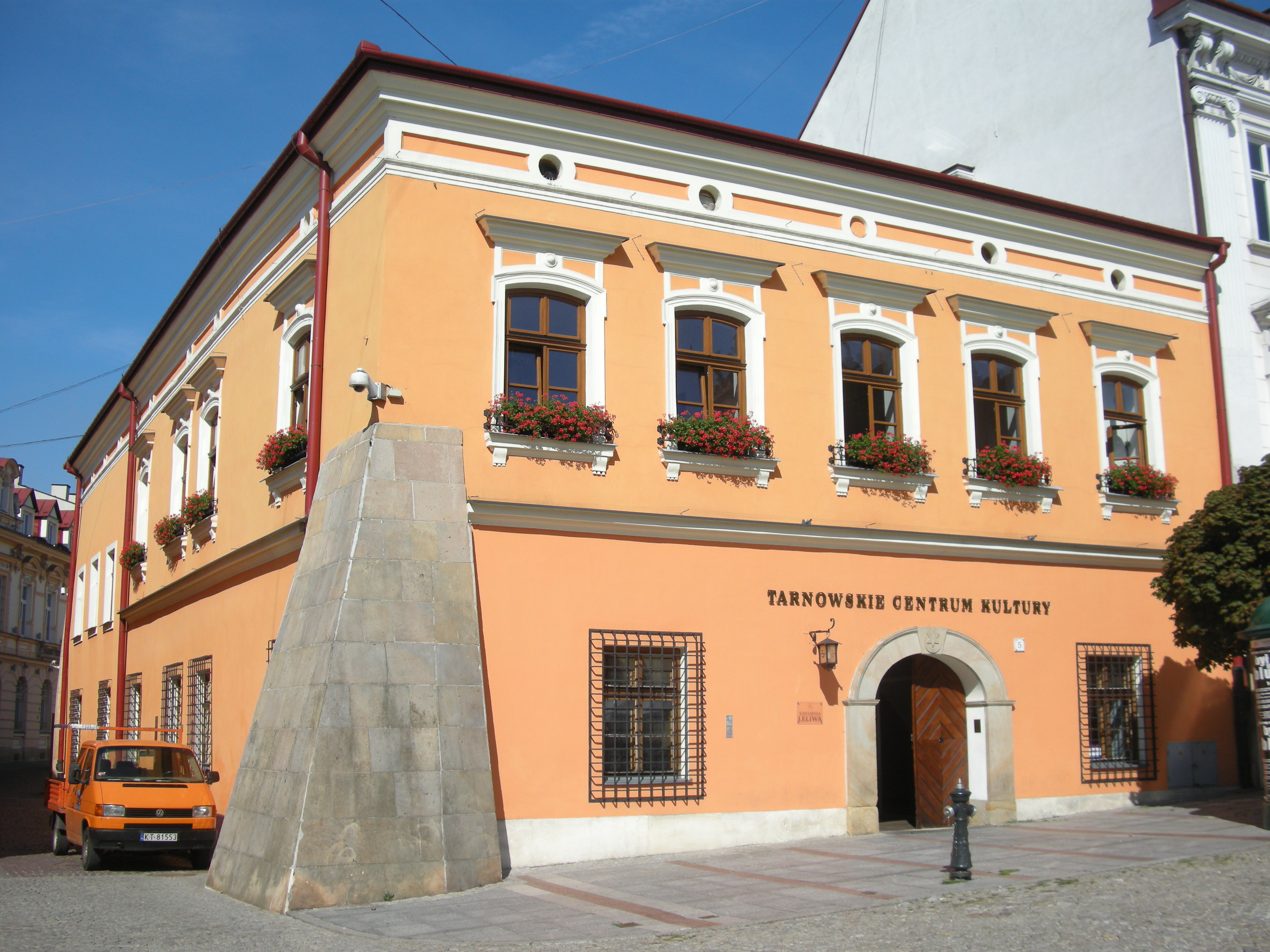
Siedziba organizatora festiwalu - Tarnowskiego Centrum Kultury

W 1995 roku festiwal otrzymał swój własny sygnał dźwiękowy, którym uczyniono fragment tematu muzycznego z filmu Pożegnanie z Marią autorstwa Tomasza Stańki, nagrodzonego rok wcześniej nagrodą specjalną przez jury młodzieżowe.
Do 2006 roku nagrody danej edycji festiwalu były tradycyjnie wręczane podczas rozpoczęcia kolejnej. Począwszy od 20. edycji nagrody wręczane są od razu na zakończenie festiwalu. Podczas 21. edycji ofertę festiwalową uzupełniono o konkurs filmów dla dzieci „Kino młodego widza”, w którym nagrodę przyznaje jury dziecięce.
W 2011 roku 24. Tarnowska Nagroda Filmowa zdobyła Nagrodę Polskiego Instytutu Sztuki Filmowej w kategorii „krajowe wydarzenie filmowe”. Wcześniej była dwukrotnie nominowana do tej nagrody.

## Nagrody festiwalu
- Statuetka Maszkarona – Grand Prix przyznawana przez główne jury festiwalu (do 2008 r. była to Statuetka Leliwity)
- Statuetka Kamerzysty – Nagroda Jury Młodzieżowego (od 1990 r.)
- Statuetka „Publika” – Nagroda publiczności (do 2008 r. była to Statuetka Maszkarona)
- Statuetka „Maszkaronek” – Nagroda Jury Dziecięcego przyznawana w konkursie „Kino Młodego Widza” (od 2007 r.; do 2015 r. była to Statuetka Koguta, a w latach 2016–2020 Statuetka Maszka)
- nagrody specjalne

## Laureaci[4]
| Edycja | Rok  | Nagroda Grand Prix                         | Nagroda Jury Młodzieżowego                              | Nagroda publiczności                     |
| ------ | ---- | ------------------------------------------ | ------------------------------------------------------- | ---------------------------------------- |
| 1.     | 1987 | Kronika wypadków miłosnych                 |                                                         | Cudzoziemka                              |
| 2.     | 1988 | Wielki bieg                                |                                                         | Matka Królów                             |
| 3.     | 1989 | Krótki film o miłości                      |                                                         | Krótki film o miłości                    |
| 4.     | 1990 | Przesłuchanie                              | Kornblumenblau                                          | Ostatni dzwonek                          |
| 5.     | 1991 | Nienormalni                                | Pożegnanie jesieni                                      | Nienormalni                              |
| 6.     | 1992 | Nad rzeką, której nie ma                   | Kroll i Nad rzeką, której nie ma (ex aequo)             | Kroll                                    |
| 7.     | 1993 | Zwolnieni z życia                          | Zwolnieni z życia i Tragarz puchu (ex aequo)            | Zwolnieni z życia                        |
| 8.     | 1994 | Wszystko co najważniejsze...               | Pożegnanie z Marią                                      | Trzy kolory. Niebieski                   |
| 9.     | 1995 | Wrony                                      | Wrony                                                   | Cudowne miejsce                          |
| 10.    | 1996 | Pułkownik Kwiatkowski                      | Wrzeciono czasu                                         | Tato                                     |
| 11.    | 1997 | Gry uliczne                                | Poznań 56                                               | Gry uliczne                              |
| 12.    | 1998 | Historie miłosne                           | Bandyta                                                 | Bandyta                                  |
| 13.    | 1999 | Nic                                        | Nic                                                     | Nic                                      |
| 14.    | 2000 | Wojaczek                                   | Dług                                                    | Dług                                     |
| 15.    | 2001 | Patrzę na ciebie, Marysiu                  | Życie jako śmiertelna choroba przenoszona drogą płciową | Daleko od okna                           |
| 16.    | 2002 | Tam i z powrotem i Męska sprawa (ex aequo) | Męska sprawa                                            | Cześć Tereska                            |
| 17.    | 2003 | Moje miasto                                | Edi                                                     | Edi                                      |
| 18.    | 2004 | Symetria                                   | Symetria                                                | Warszawa                                 |
| 19.    | 2005 | Mój Nikifor                                | Mój Nikifor                                             | Wesele                                   |
| 20.    | 2006 | Wszyscy jesteśmy Chrystusami               | Wszyscy jesteśmy Chrystusami                            | Skazany na bluesa                        |
| 21.    | 2007 | Bezmiar sprawiedliwości                    | Rezerwat                                                | Plac Zbawiciela                          |
| 22.    | 2008 | Pora umierać                               | Benek                                                   | Ogród Luizy                              |
| 23.    | 2009 | 33 sceny z życia                           | 33 sceny z życia                                        | Mała Moskwa                              |
| 24.    | 2010 | Dom zły                                    | Zero                                                    | Rewers                                   |
| 25.    | 2011 | Erratum                                    | Chrzest                                                 | Wygrany                                  |
| 26.    | 2012 | Róża                                       | Lęk wysokości                                           | Róża                                     |
| 27.    | 2013 | Imagine                                    | Dziewczyna z szafy                                      | Mój rower                                |
| 28.    | 2014 | Papusza                                    | Papusza                                                 | Chce się żyć                             |
| 29.    | 2015 | Body/Ciało                                 | Body/Ciało                                              | Bogowie                                  |
| 30.    | 2016 | Intruz                                     | Intruz                                                  | Moje córki krowy                         |
| 31.    | 2017 | Jestem mordercą                            | Pokot                                                   | Ostatnia rodzina                         |
| 32.    | 2018 | Atak paniki                                | Dzikie róże                                             | Najlepszy                                |
| 33.    | 2019 | Zimna wojna                                | Fuga                                                    | Zimna wojna                              |
| 34.    | 2020 | Supernova                                  | Wszystko dla mojej matki                                | Boże ciało                               |
| 35.    | 2021 | Zabij to i wyjedź z tego miasta            | Zabij to i wyjedź z tego miasta                         | 25 lat niewinności. Sprawa Tomka Komendy |
| 36.    | 2022 | Inni ludzie                                | Powrót do tamtych dni                                   | Wesele                                   |
| 37.    | 2023 | Film balkonowy                             | Film balkonowy                                          | Śubuk                                    |
| 38.    | 2024 | Skąd dokąd                                 | Kobieta z...                                            | Chłopi                                   |
| 39.    | 2025 | Dziewczyna z igłą                          | Utrata równowagi                                        | Światłoczuła                             |

## Twórcy plakatów TNF
Autorami plakatów poszczególnych edycji Tarnowskiej Nagrody Filmowej byli:

- 12. Witold Pazera (1998)
- 13. Ryszard Miłek (1999)
- 14. Bogusław Wojtowicz (2000)
- 15. Andrzej Dudziński (2001)
- 16. Krzysztof Motyka (2002)
- 17. Bogusław Wojtowicz (2003)
- 18. Daniel Horowitz (2004)
- 19. Waldemar Świerzy (2005)
- 20. Piotr Dumała (2006)
- 21. Lech Majewski (ur. 1953) (2007)
- 22. Wilhelm Sasnal (2008)
- 23. Andrzej Pągowski (2009)
- 24. Rafał Olbiński (2010)
- 25. Rosław Szaybo (2011)
- 26. Edward Dwurnik (2012)
- 27. Piotr Młodożeniec (2013)
- 28. Artur Reinhart (2014)
- 29. Ryszard Horowitz (2015)
- 30. Stasys Eidrigevičius (2016)
- 31. Lech Majewski (ur. 1947) (2017)
- 32. Mieczysław Wasilewski (2018)
- 33. Ola Niepsuj (2019)
- 34. Roman Kalarus (2020)
- 35. Joanna Górska i Jerzy Skakun (2021)
- 36. Sławomir Iwański (2022)
- 37. 38. 39.  Maks Bereski (2023–2025)